# Silvino Manuel da Luz
Silvino Manuel da Luz, né en 1939, est un diplomate et homme politique cap-verdien. Succédant à Abílio Duarte, il est Ministre des Affaires étrangères du Cap-Vert  de 1981 à 1991. Jorge Carlos Fonseca lui succède à ce poste.